# Ліпе (Ряшівський повіт)
Ліпе (пол. Lipie) — село в Польщі, у гміні Глогув-Малопольський Ряшівського повіту Підкарпатського воєводства. Населення — 482 особи (2011).
У 1975-1998 роках село належало до Ряшівського воєводства.

## Демографія
Демографічна структура станом на 31 березня 2011 року:
|          | Загалом | Допрацездатний вік | Працездатний вік | Постпрацездатний вік |
| -------- | ------- | ------------------ | ---------------- | -------------------- |
| Чоловіки | 233     | 53                 | 153              | 27                   |
| Жінки    | 249     | 49                 | 148              | 52                   |
| Разом    | 482     | 102                | 301              | 79                   |